# اورلاندو پترسون
اورلاندو پترسون (انگلیسی: Orlando Patterson؛ زادهٔ ۵ ژوئن ۱۹۴۰) جامعه‌شناس، مورخ، و استاد دانشگاه اهل جامائیکا است.
کتاب پترسون در سال 1991 "آزادی در ساخت فرهنگ غربی" برنده جایزه کتاب ملی برای آثار غیرداستانی در ایالات متحده آمریکا شد.
وی همچنین برندهٔ جوایزی همچون کمک‌هزینه گوگنهایم شده است.